# Windkeim
Windkeim war ein Ort im Kreis Heiligenbeil in Ostpreußen. Seine Ortsstelle befindet sich heute im Munizipalkreis Rajon Bagrationowsk (Stadtkreis Preußisch Eylau) in der russischen Oblast Kaliningrad (Gebiet Königsberg (Preußen)).

## Geographische Lage
Die Ortsstelle Windkeims liegt im südlichen Westen der Oblast Kaliningrad, 15 Kilometer nordöstlich der früheren Kreisstadt Heiligenbeil (russisch Mamonowo) bzw. 37 Kilometer nordwestlich der heutigen Rajonshauptstadt Bagrationowsk (deutsch Preußisch Eylau).

## Geschichte

### Ortsgeschichte
Die erste urkundliche Erwähnung des seinerzeit Windekaym genannten Dorfs erfolgte im Jahre 1404. Nach 1404 wurde es Windekaymen, nach 1409 Windikaym, nach 1437 Windtkeim, nach 1610 Windekeim, nach 1680 Windekeimb, nach 1692 Winkeim, um 1785 Wingkeim, nach 1820 Groß Windkeim und vor 1895 bis 1945 Windkeim genannt.
Als Landgemeinde kam Windkeim 1874 zum neu errichteten Amtsbezirk Pohren (russisch Rasdonoje) im ostpreußischen Kreis Heiligenbeil. 85 Einwohner zählte Windkeim im Jahre 1910.
Am 30. September 1928 schlossen sich die Landgemeinde (Groß) Windkeim und der Gutsbezirk (Adlig) Pohren (russisch Rasdolnoje) sowie Teile von Klein Windkeim zur neuen Landgemeinde Windkeim zusammen.
Windkeim wurde am 13. September 1929 Amtsdorf als der bisherige Amtsbezirk Windkeim dann auch in „Amtsbezirk Windkeim“ umbenannt wurde. Mit vier zugehörigen Orten bestand er bis 1945.
Die Einwohnerzahl Windkeims stieg bis 1933 auf 307 und belief sich 1939 auf 303.
Mit dem gesamten nördlichen Ostpreußen kam Windkeim 1945 in Kriegsfolge zur Sowjetunion. Doch schon in den ersten Nachkriegsjahren gab es kaum noch eine Spur des Ortes: weder wurde eine russische Namensform bekanntgegeben noch die Zugehörigkeit zu einem Dorfsowjet mitgeteilt. Es ist davon auszugehen, dass der Ort nicht mehr besiedelt wurde und verwaiste, und heute gar als untergegangen gilt. Seine Ortsstelle liegt im Rajon Bagrationowsk (Stadtkreis Preußisch Eylau) in der Oblast Kaliningrad der heutigen Russischen Föderation.

### Amtsbezirk Windkeim (1929–1945)
Der Amtsbezirk Windkeim bestand für die Dauer seines Bestehens aus vier Orten, die er von dem Vorgängeramtsbezirk Pohren übernahm:
| Deutscher Name | Russischer Name |
| -------------- | --------------- |
| Fedderau       | NN.             |
| Pottlitten     | Perwomaiskoje   |
| Schölen        | Wetrowo         |
| Windkeim       | NN.             |

## Religion
Groß Windkeim resp. Windkeim war bis 1945 in die evangelische Kirche Bladiau (russisch Pjatidoroschnoje) in der Kirchenprovinz Ostpreußen der Kirche der Altpreußischen Union eingepfarrt, und gehörte außerdem zur römisch-katholischen Pfarrei Heiligenbeil (russisch Mamonowo) im damaligen Bistum Ermland.

## Verkehr
Die kaum noch wahrnehmbare Ortsstelle Windkeims liegt an der heutigen 27A-020 (ex A 194, frühere deutsche Reichsstraße 1), die von der polnisch-russischen Staatsgrenze über Mamonowo (Heiligenbeil) und Laduschkin (Ludwigsort) bis nach Kaliningrad (Königsberg (Preußen)) führt.